# Racu
Racu (en hongrois : Csíkrákos) est une commune roumaine du județ de Harghita, dans la région historique de Transylvanie. Elle est composée des deux villages suivants:
- Racu, siège de la commune
- Gârciu (Göröcsfalva)

## Localisation
Racu est située dans le sud-ouest du comté de Harghita, au l'est de la Transylvanie dans le Pays Sicule, dans la dépression de Ciuc, à 12 km de la ville de Miercurea Ciuc.

## Monuments et lieux touristiques
- L'église catholique du village de Racu construite au XIVe siècle), monument historique.
- Chapelle „St. Iacob et Filip” de Racu construite au XVIe siècle), monument historique.
- Site archeologique Bogát de Racu (Château fort Pogányvár).

## Relations internationales
- Boda (Baranya) (Hongrie)